# Igreja de São Vicente (Cuba)
A Igreja de São Vicente, no Alentejo, localiza-se na vila e na freguesia de Cuba, no Município de Cuba, Distrito de Beja, em Portugal.
Encontra-se classificada como Imóvel de Interesse Público desde 1982.

## Características
O templo apresenta planta longitudinal, composta pela justaposição do rectângulo da nave e do quadrado da capela-mor, a que se adossam anexos de serviço, a sacristia e uma capela. Os volumes são escalonados, com coberturas diferenciadas de duas águas sobre a nave, uma água sobre os anexos, em domo revestido a telha e rematado por lanternim sobre a capela-mor.
A fachada principal encontra-se voltada a oeste, flanqueada por duas torres quadrangulares cupuladas, rasgadas por sineiras, assentando sobre pesados corpos prismáticos escalonados; a empena é triangular, rematada por acrotério com cruz; o portal é de vão rectangular arquitravado encimado por janelão idêntico, rasgados no eixo central. Nas fachadas laterais existem arcadas cegas e grandes contrafortes escalonados; um portal axial idêntico ao da fachada principal abre-se na fachada sul; na fachada posterior dois arcobotantes unem a empena triangular da nave à capela-mor.
O interior caracteriza-se por uma nave com cobertura em abóbada de berço reforçada por tirantes de ferro; coro-alto com balaustrada de madeira sustentado por três abóbadas de aresta sobre três arcos redondos, assentes em pilares quadrangulares; sob o coro existem sepulturas, uma delas com lápide com as armas dos Salgueiros Barahonas. A capela baptismal encontra-se sob o torreão norte; o púlpito é em mármore, semicircular, com guarda de balaústres, encimado por guarda-voz em talha polícroma, no alçado norte; dos lados do Evangelho e da Epístola altares coloaterais; no alçado norte um retábulo, vedando o arco de passagem para a antiga capela do Rosário Nova, hoje transformada em arrecadação; do lado contrário, o altar do Senhor dos Passos, com retábulo de talha polícroma, com a tribuna envidraçada deixando ver a imagem. Capela-mor, coberta por cúpula sobre trompas, abrindo para a nave por arco triunfal a pleno centro; altar-mor com frontal de azulejos de aves e ramagens, com sanefa e sebastos; retábulo-mor em talha dourada. Revestimento azulejar de diferentes padrões polícromos seiscentistas cobre totalmente as paredes da nave, a capela-mor e a capela baptismal, intercalando na nave, no 2º registo, pequenos painéis hagiográficos; um painel representando São Vicente encima o portal na fachada principal. Na sacristia vestígios de pinturas murais.